# تالاواتوگودا
تالاواتوگودا (به لاتین: Thalawathugoda) یک منطقهٔ مسکونی در سری‌لانکا است که در کلمبو واقع شده‌است.